# La Maison en folie
La Maison en folie (Empty Nest) est une sitcom américaine en cent soixante-dix épisodes de 22 à 24 minutes, diffusés entre le 8 octobre 1988 et le 29 avril 1995 sur NBC.
En France, la série a été diffusée du 30 janvier 1993 au 24 février 1996 dans l'émission Ça me dit et vous ? sur TF1.

## Synopsis
La série se concentre sur le pédiatre de Miami, le Dr Harry Weston, dont la vie est bouleversée lorsque sa femme, Libby, meurt et que deux de ses filles retournent dans la maison familiale. Les premiers épisodes établissent que les personnages des Golden Girls sont voisins des Westons. Les actrices des Golden Girls, Bea Arthur, Rue McClanahan, Betty White et Estelle Getty, tous invités en tant que personnages des Golden Girls, et Mulligan apparaissent occasionnellement dans The Golden Girls.
Dans l'émission, sa fille Carol est une divorcée récente névrosée et nerveuse, tandis que son autre fille Barbara est une policière en civil coriace. Les deux sœurs se chamaillent fréquemment et se disputent l'attention de leur père, qu'elles appellent «papa», tandis que leur père exprime parfois des regrets de n'avoir jamais eu de fils. Le grand chien des Westons, Dreyfuss, figure également en bonne place en tant que membre de la famille.
En 1992, Kristy McNichol, qui jouait Barbara, a quitté la série et Lisa Rieffel a rejoint le casting pour jouer une troisième fille de Weston, Emily. Son personnage n'avait pas été montré à l'écran auparavant, mais avait été mentionné comme étant absent à l'université. Rieffel est parti après une saison, et pour la fille unique des deux dernières saisons de l'émission, Carol est restée des enfants Weston. Kristy McNichol est revenue pour la finale de la série en 1995.
Un autre personnage principal est le voisin et meilleur ami des Weston, Charley Dietz, un employé de bateau de croisière coureur de jupons qui fait souvent irruption dans la maison sans prévenir pour emprunter de la nourriture ou faire des commentaires sexistes. Charley a une relation père-fils avec Harry et une relation amour-haine avec Carol.
Le travail de Harry Weston est un autre objectif majeur de la série. Pendant les cinq premières saisons, il travaille dans un hôpital, où il est assisté par l'infirmière du Sud Laverne. Laverne et Harry se révèlent être de bons amis, à l'origine de leur première réunion à l'écran dans une sandwicherie où ils entament une dispute pour savoir qui obtiendrait le dernier Samms Sammich. Présenté comme composé de dinde, de rôti de bœuf, de salami, de pepperoni, de jambon, de poulet grillé, d'une galette de légumes, de thon, de boulettes de viande et de fausse chair de crabe, cette combinaison est devenue le sandwich le plus vendu à Tacoma après la diffusion de cet épisode. Dans la saison six, Harry prend sa retraite et finit par travailler pour une clinique médicale du centre-ville en difficulté dirigée par le Dr Maxine Douglas, qui parle dur. L'infirmière Laverne, ayant été congédiée par le remplaçant du Dr Weston, vient également y travailler.
Un autre personnage qui fait une apparition est le petit ami de Carol, Patrick, un artiste presque aussi excentrique qu'elle. Patrick convainc les Weston de le laisser utiliser leur garage vide comme son nouvel atelier de peinture et, lorsque sa relation avec Carol devient sérieuse, il finit par emménager complètement. Le bonheur romantique de Carol et Patrick est de courte durée et ils se séparent au début de la saison six. Cependant, cela mène à une autre intrigue où Carol découvre qu'elle est enceinte de l'enfant de Patrick. Carol choisit d'élever seule le bébé, Scotty.
Estelle Getty a repris son personnage des Golden Girls, Sophia Petrillo, lors des deux dernières saisons d'Empty Nest (après l'annulation de The Golden Palace). Dans l'émission, il est expliqué que Sophia a réemménagé dans la maison de retraite voisine de Shady Pines.

## Distribution

### Acteurs principaux
- Richard Mulligan : Dr Harry Weston
- Dinah Manoff (VF : Marie Vincent) : Carol Weston
- Kristy McNichol : Barbara Weston  (saison 1-saison 4)
- David Leisure : Charley Dietz
- Park Overall : Laverne Todd
- Estelle Getty : Sophia Petrillo
- Paul Provenza : Patrick Arcola
- Lisa Rieffel : Emily Weston
- Marsha Warfield : Dr Maxine Douglas

### Acteurs invités
- Don Adams
- Bea Arthur
- Diana Muldaur
- Loni Anderson
- Mayim Bialik
- Eddie Bracken
- Garth Brooks
- Patricia Crowley
- Angie Dickinson
- Stephen Dorff
- Morgan Fairchild
- Zsa Zsa Gábor
- Marla Gibbs
- Bobcat Goldthwait
- Lee Grant
- Pat Harrington, Jr.
- Phil Hartman
- Earl Holliman
- Shirley Jones
- Gordon Jump (en)
- Carol Kane
- Joey Lawrence
- Mark Linn-Baker
- Jane Lynch
- Wendie Malick
- Barbara Mandrell
- Rue McClanahan
- Audrey Meadows
- Edie McClurg
- Stephen Nichols
- Jerry Orbach
- Matthew Perry
- Donnelly Rhodes
- Geraldo Rivera
- Doris Roberts
- Debra Jo Rupp
- Jennifer Salt
- Peter Scolari
- Liz Sheridan
- Yeardley Smith
- Renée Taylor
- Jeffrey Tambor
- Danny Thomas
- Adrian Zmed
- Harold Gould
- Betty White (VF : Régine Blaess)
- Grace Zabriskie
- Nancy Cartwright

## Épisodes

### Saison 1 (1988-1989)
1. Titre français inconnu  (Pilot)
2. Titre français inconnu  (The Check Isn't in the Mail)
3. Titre français inconnu  (Barbara Gets Shot)
4. Titre français inconnu  (Fatal Attraction)
5. Titre français inconnu (Father of the Bride)
6. Titre français inconnu  (Harry's Vacation)
7. Titre français inconnu  (Tinker to Evers to Tucson)
8. Titre français inconnu  (What's a Father to Do?)
9. Titre français inconnu  (Harry's Friend)
10. Titre français inconnu (Libby's Gift)
11. Titre français inconnu  (The First Time Again)
12. Titre français inconnu (Full Nest)
13. Titre français inconnu  (Here's a Howdy-Do)
14. Titre français inconnu  (Strange Bedfellows)
15. Titre français inconnu  (Tears of a Clown)
16. Titre français inconnu  (Blame It on the Moon)
17. Titre français inconnu  (Dumped)
18. Titre français inconnu  (The More Things Change)
19. Titre français inconnu  (Man of the Year)
20. Titre français inconnu  (Cyrano de Weston)
21. Titre français inconnu  (My Sister, My Friend)
22. Titre français inconnu  (A Life in the Day)

### Saison 2 (1989-1990)
1. Titre français inconnu  (Setting)
2. Titre français inconnu  (Harry Snubs Laverne)
3. Titre français inconnu  (On the Interpretation of Dreams)
4. Titre français inconnu  (Between a Cop and a Hard Place)
5. Titre français inconnu  (Rambo of Neiman Marcus)
6. Titre français inconnu  (You Are 16 Going on 17 and I'm Not)
7. Titre français inconnu  (The R.N. Who Came to Dinner)
8. Titre français inconnu (Green Eggs and Harry)
9. Titre français inconnu (Overdue for a Job)
10. Titre français inconnu  (A Christmas Story)
11. Titre français inconnu  (Change of Heart)
12. Titre français inconnu  (Harry's Choice)
13. Titre français inconnu  (Complainin' in the Rain)
14. Titre français inconnu  (M.D., P.O.V.)
15. Titre français inconnu  (Everything But Love)
16. Titre français inconnu  (Timing)
17. Titre français inconnu  (It Happened Two Nights, Four Costume Changes)
18. Titre français inconnu  (Love Is Blind)
19. Titre français inconnu  (Goodbye, Mr. Dietz)
20. Titre français inconnu  (Lessons)
21. Titre français inconnu  (Take My Mom, Please)
22. Titre français inconnu  (Did You Ever See a Dream Dying?)
23. Titre français inconnu  (Still Growing After All These Years)

### Saison 3 (1990-1991)
1. Titre français inconnu  (A Flaw is Born)
2. Titre français inconnu  (Harry's Excellent Adventure
3. Titre français inconnu  (There's No Accounting)
4. Titre français inconnu  (Barbara the Mom)
5. Titre français inconnu  (The Tortoise & the Harry)
6. Titre français inconnu  (Mad About the Boy)
7. Titre français inconnu  (Honey, I Shrunk Laverne)
8. Titre français inconnu  (The Boy Next Door)
9. Titre français inconnu  (A Family Affair)
10. Titre français inconnu  (Someone to Watch Over Me)
11. Titre français inconnu  (Harry Knows Best)
12. Titre français inconnu  (Whenever I Feel Afraid)
13. Titre français inconnu  (A Shot in the Dark)
14. Titre français inconnu  (Sucking Up Is Hard to Do)
15. Titre français inconnu  (The Man That Got Away)
16. Titre français inconnu  (The Mentor)
17. Titre français inconnu  (The Dog Who Knew Too Much)
18. Titre français inconnu  (Guess Who's Coming to Dinner?)
19. Titre français inconnu  (All About Harry)
20. Titre français inconnu  (Drive, He Said)
21. Titre français inconnu  (The Last Temptation of Laverne)
22. Titre français inconnu  (What's Eating You?)
23. Titre français inconnu  (The Cruise)
24. Titre français inconnu  (The Way We Are)

### Saison 4 (1991-1992)
1. Titre français inconnu  (50 Million Men and a Baby)
2. Titre français inconnu  (Almost Like Being in Love)
3. Titre français inconnu  (Her Cheatin' Heart)
4. Titre français inconnu  (Food for Thought)
5. Titre français inconnu  (Harry's Got a Gun))
6. Titre français inconnu  (The Dreyfuss Affair)
7. Titre français inconnu  (Country Weston)
8. Titre français inconnu  (Windy)
9. Titre français inconnu  (Talk, Talk, Talk)
10. Titre français inconnu  (Lonely Are the Brave)
11. Titre français inconnu  (If You Knew Andy Like I Know...)
12. Titre français inconnu  (My Nurse Is Back and There's Gonna Be Trouble...)
13. Titre français inconnu  (The Son of a Preacherman)
14. Titre français inconnu  (Ex-Appeal)
15. Titre français inconnu  (The Great Escape)
16. Titre français inconnu  (The Mismatchmaker)
17. Le retour de Tante Suzanne  (The Return of Aunt Susan)
18. Titre français inconnu  (The Unimportance of Being Charley)
19. Titre français inconnu  (Sayonara)
20. Titre français inconnu  (Dr. Weston and Mr. Hyde)
21. Titre français inconnu  (Charley for President)
22. Titre français inconnu  (Good Neighbor Harry)
23. Titre français inconnu  (Final Analysis)
24. Titre français inconnu  (Roots)

### Saison 5 (1992-1993)
1. Titre français inconnu  (Why Do Fools Fall in Love?)
2. Titre français inconnu  (Take My Garage, Please)
3. Titre français inconnu  (R.N. on the Rebound)
4. Titre français inconnu  (...Or Forever Hold Your Peace)
5. Titre français inconnu  (The Boomerang Affair)
6. Titre français inconnu  (Cruel and Unusual Punishment)
7. Titre français inconnu  (It's Not Easy Being Green)
8. Titre français inconnu  (Dirty Harry)
9. Titre français inconnu  (Timing Is Everything)
10. Titre français inconnu  (Thanksgiving at the Westons)
11. Titre français inconnu  (The Body Beautiful)
12. Titre français inconnu  (Overboard)
13. Titre français inconnu  (Emily)
14. Titre français inconnu  (The Sting)
15. Titre français inconnu  (The Fracas in Vegas)
16. Titre français inconnu  (Pardon My Flashback)
17. Titre français inconnu  (Dog Day Afternoon)
18. Titre français inconnu  (More to Love)
19. Titre français inconnu  (My Dad, My Doctor)
20. Titre français inconnu  (Love and Marriage)
21. Titre français inconnu  (The All-American Boy Not!)
22. Titre français inconnu  (Two for the Road)
23. Titre français inconnu  (Aunt Verne Knows Best)
24. Titre français inconnu  (My Mother, My Self)
25. Titre français inconnu  (Charley to the Rescue)
26. Titre français inconnu  (Surprise! Surprise!)

### Saison 6 (1993-1994)
1. Titre français inconnu  (When the Rooster Dies)
2. Bonjour bébé : 1re partie  (Bye-Bye Baby... Hello: Part 1)
3. Bonjour bébé : 2e partie  (Bye-Bye Baby... Hello: Part 2)
4. Maman Tood, le retour   (Mama Todd, the Sequel)
5. Mon cher bébé  (Mom's the World)
6. La grosse gaffe  (Diary of a Mad Housewife
7. Chère maman  (Mother Dearest
8. Titre français inconnu  (No Volunteers, Please)
9. Titre français inconnu  (Das Boob)
10. La fille qui criait au loup  (The Girl Who Cried Baby)
11. Super bébé   (Superbaby)
12. Il ne faut jurer de rien   (Read All About It)
13. Titre français inconnu  (Love a la Mode)
14. Titre français inconnu  (What's a Mother to Do?)
15. Titre français inconnu  (Gesundeit)
16. Titre français inconnu  (Under the Gun)
17. Titre français inconnu  (Brotherly Shove)
18. Titre français inconnu  (The Ballad of Shady Pines)
19. Titre français inconnu  (Hog Heaven)
20. Titre français inconnu  (Charley's Millions)
21. Titre français inconnu  (Half That Jazz)
22. Titre français inconnu  (The Devil and Dr. Weston)
23. Titre français inconnu  (A Foreign Affair)
24. Titre français inconnu  (Lordy, Lordy, Landlordy)
25. Titre français inconnu  (Best Friends)
26. Titre français inconnu  (Absence Makes the Nurse Grow Weirder)

### Saison 7 (1994-1995)
1. Titre français inconnu  (Let's Give Them Something to Talk About)
2. Titre français inconnu  (Mrs. Clinton Comes to Town)
3. Titre français inconnu  (Just for Laughs)
4. Titre français inconnu  (A Chip Off the Old Charley)
5. Titre français inconnu  (The Woman Who Came to Dither)
6. Titre français inconnu  (Carol Gets a Raise)
7. Titre français inconnu  (The Courtship of Carol's Father)
8. Titre français inconnu  (The Tinker Grant)
9. Titre français inconnu  (Would You Believe...)
10. Titre français inconnu  (Partly Cloudy with a Chance of Pain)
11. Titre français inconnu  (Single White Male)
12. Titre français inconnu  (Dear Aunt Martha)
13. Titre français inconnu  (Goodbye Charley)
14. Titre français inconnu  (Family Practice)
15. Titre français inconnu  (Grandma, What Big Eyes You Have)
16. Titre français inconnu  (Feelings, Whoa Whoa Whoa, Feelings...)
17. Titre français inconnu  (And Kevin Makes Three)
18. Titre français inconnu  (Harry Weston: Man's Best Friend)
19. Titre français inconnu  (The Ex-Files)
20. Titre français inconnu  (Stand by Your Man)
21. Titre français inconnu  (Life Goes On: Parts 1 & 2)
22. Titre français inconnu  (My Pal Valy-Val)
23. Titre français inconnu  (Remembrance of Clips Past)